# قلعه محمدی
قلعه محمدی روستایی از توابع بخش گرمخان شهرستان بجنورد در استان خراسان شمالی ایران است. قلعه محمدی‌ها زبان تاتی را با گویش اصیلی سخن می‌گویند.

## جمعیت
این روستا در دهستان گیفان قرار دارد و براساس سرشماری مرکز آمار ایران در سال ۱۳۸۵، جمعیت آن ۶۶۵ نفر (۱۲۵خانوار) بوده‌است.